# فرودگاه ابن بطوطه طنجه
فرودگاه ابن بطوطه طنجه (به انگلیسی: Tangier Ibn Battouta Airport) یک فرودگاه همگانی باربری با کد یاتا TNG است که یک باند فرود آسفالت دارد و طول باند آن ۳۵۰۰ متر است. این فرودگاه در شهر طنجه کشور مراکش قرار دارد و در ارتفاع ۱۹ متری از سطح دریا واقع شده است.

## شرکت‌های هواپیمایی و مقصدهای پروازی

### مسافری
| شرکت‌های هواپیمایی                                         | مقصدهای پروازی |
| --------------------------------------------------------- | --- |
| ایر عربیا مغرب                                            | اسخیپول آمستردام، بارسلونا-ال پرات، بروکسل، گاتویک، مادرید-باراخاس، مالاگا، مونپلیه - مدیترانه، شارل دوگل پاریس                                    |
| آلبااستار                                                 | پالما د مایورکا |
| یورو وینگز اجرا توسط جرمن‌وینگز                            | فصلی: کلن بن |
| ایبریا ایرلاین اجرا توسط ایر نوستروم                      | مادرید-باراخاس فصلی: مالاگا |
| هواپیمایی پادشاهی مراکش                                   | اسخیپول آمستردام، بروکسل، محمد پنجم، اورلی فصلی: بارسلونا-ال پرات، هیترو لندن، ناظور، ورزازات چارتر فصلی: ملک عبدالعزیز، شاهزاده محمد بن عبدالعزیز |
| هواپیمایی پادشاهی مراکش اجرا توسط Royal Air Maroc Express | چریف ال ایدریسی، محمد پنجم، جبل‌الطارق فصلی: مادرید-باراخاس                                                                                         |
| رایان‌ایر                                                  | باووایس-تیلی، بروکسل جنوب شرلروآ، ویزه (آغاز از ۲۹ اکتبر ۲۰۱۷) فرانکفورت-هان، مادرید-باراخاس، مارسی پروانس                                         |
| هواپیمایی سعودی                                           | چارتر فصلی: ملک عبدالعزیز، شاهزاده محمد بن عبدالعزیز                                                                                               |
| تاپ پرتغال اجرا توسط TAP Express                          | لیسبون پورتلا |
| ترانساویا.کام                                             | چارتر: اسخیپول آمستردام |
| ترنسویا فرانس                                             | اورلی |
| TUI fly Belgium                                           | بروکسل جنوب شرلروآ، اورلی فصلی: بروکسل، لیژ, روتردام دی‌هیگ                                                                                         |
| ویولینگ                                                   | بارسلونا-ال پرات فصلی: شارل دوگل پاریس |

### باری
| شرکت‌های هواپیمایی      | مقصدهای پروازی                                                   |
| ---------------------- | ---------------------------------------------------------------- |
| ای‌اس‌ال ایرلاینز ایرلند | لیسبون پورتلا، اورلی                                             |
| دی‌اچ‌ال اوییشن          | آلیکانته-الچه                                                    |
| Med Airlines           | محمد پنجم، لیسبون پورتلا، اورلی، فرنسیسکو جسا کارنئیرو، ساراگوسا |